# Inflación (inconsciente)

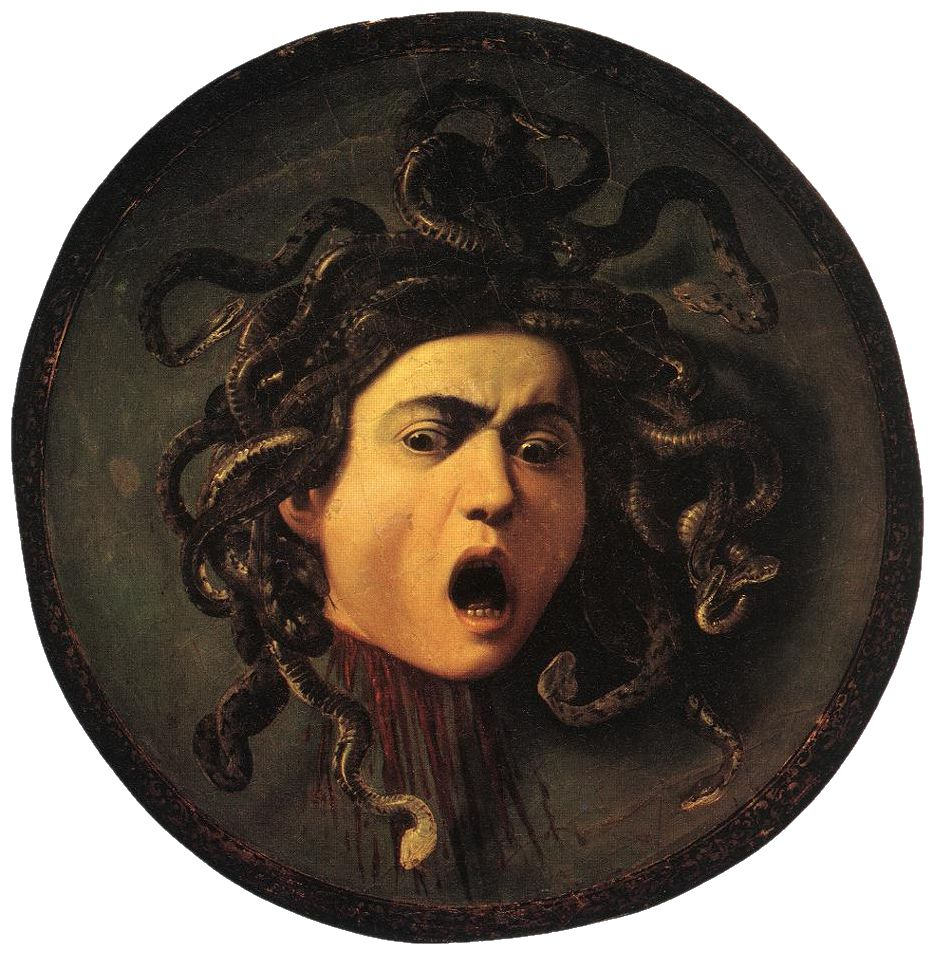
Medusa, de Caravaggio.

El término Inflación designa aquel proceso inconsciente por el cual la consciencia, y más concretamente el Yo, pierde su objetividad y autonomía al entrar en posesión de aquella energía psíquica inconsciente, indiferenciada y preexistente contenida en los arquetipos de lo inconsciente colectivo. La fácilmente quebradiza unidad del Yo queda a merced de la originaria fuente energética, que de por sí, y al contrario del Yo, resulta ser altamente polarizada e inconsciente. Simultáneamente, dicha energía indiferenciada, base de toda unidad viva, logra el cometido de la consciencia, el de poseerla, lo cual implica consecuentemente, y en contrapartida, ser poseído.
Sería por tanto un concepto más dentro de la teorización de la psicología analítica de Carl Gustav Jung, y que daría cuenta de toda identificación inconsciente, aguda o crónica, con un arquetipo de lo inconsciente colectivo, participando de este modo tanto de su numinosidad, como de la diversidad de expresiones polarizadas posibles. Se trataría así de una expansión que supera la limitación individual inherente a la personalidad.

## Normalidad y psicopatología
- Dentro de la normalidad es común la exaltación de altivez compensada con su respectiva inferioridad o modestia.
- La psicopatología conlleva la posesión, suplantación o identificación del Yo con figuras arquetípicas de tipo histórico o religioso.